# Борги
Боргите са фантастична раса в поредица от филми за Стар Трек. Тяхното първо появяване е в сериала „Стар Трек: Следващото поколение“ /Star Trek:The Next generation/. Това е враждебно настроена раса, съставена от различни раси, подчинени и асимилирани към Колектива /общ разум, ръководен от Кралицата на Борг/. Боргите по същество представляват кибернетични същества, постоянно усъвършенстващи се чрез асимилиране на нови и нови раси и технологии.